# حزقيال كارلوس بلوم
حزقيال كارلوس بلوم (بالإسبانية: Juan Carlos Blum)‏ هو سائق سباق مكسيكي، ولد في 7 يونيو 1994 في غوادالاخارا في المكسيك.

## وصلات خارجية
- حزقيال كارلوس بلوم على موقع Racing-Reference.info (الإنجليزية)